# (14696) Lindawilliams
(14696) Lindawilliams est un astéroïde de la ceinture principale.

## Description
(14696) Lindawilliams est un astéroïde de la ceinture principale. Il fut découvert le 10 janvier 2000 à Socorro (Nouveau-Mexique) par le projet LINEAR. Il présente une orbite caractérisée par un demi-grand axe de 2,63 UA, une excentricité de 0,08 et une inclinaison de 10,5° par rapport à l'écliptique.

## Compléments